# تشارلز هندرسون (رباع)
تشارلز هندرسون (بالإنجليزية: Charles Henderson)‏ هو رباع أسترالي، ولد في 30 ديسمبر 1922، وتوفي في 2013.

## وصلات خارجية
- تشارلز هندرسون على موقع أوليمبيديا (الإنجليزية)